# Churrasco

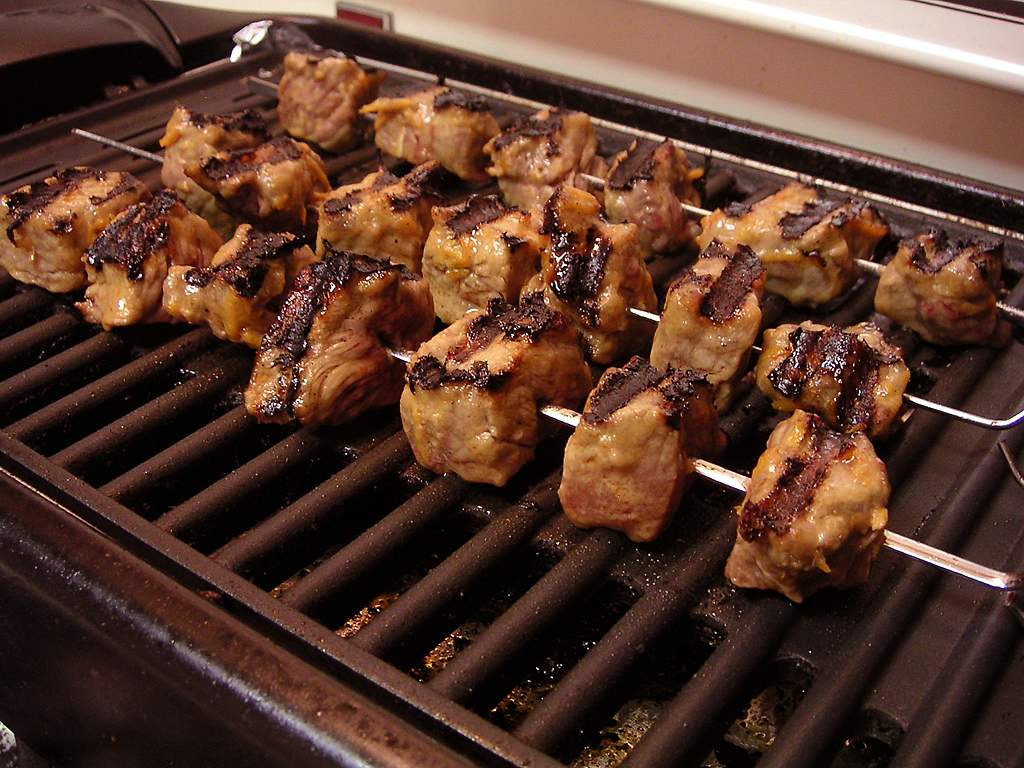
Churrasco auf der Glut

Als Churrasco bezeichnet man eine Zubereitungsart auf der Iberischen Halbinsel (Portugal und Spanien) und Lateinamerika von Fleisch (vornehmlich Rindfleisch) über Glut oder Feuer, die regional geringe Unterschiede aufweisen kann. Der Name Churrasco ist vermutlich onomatopoetischen Ursprungs und ahmt das Zischen des ins Feuer tropfenden Fettes nach.

## Allgemeine Zubereitung

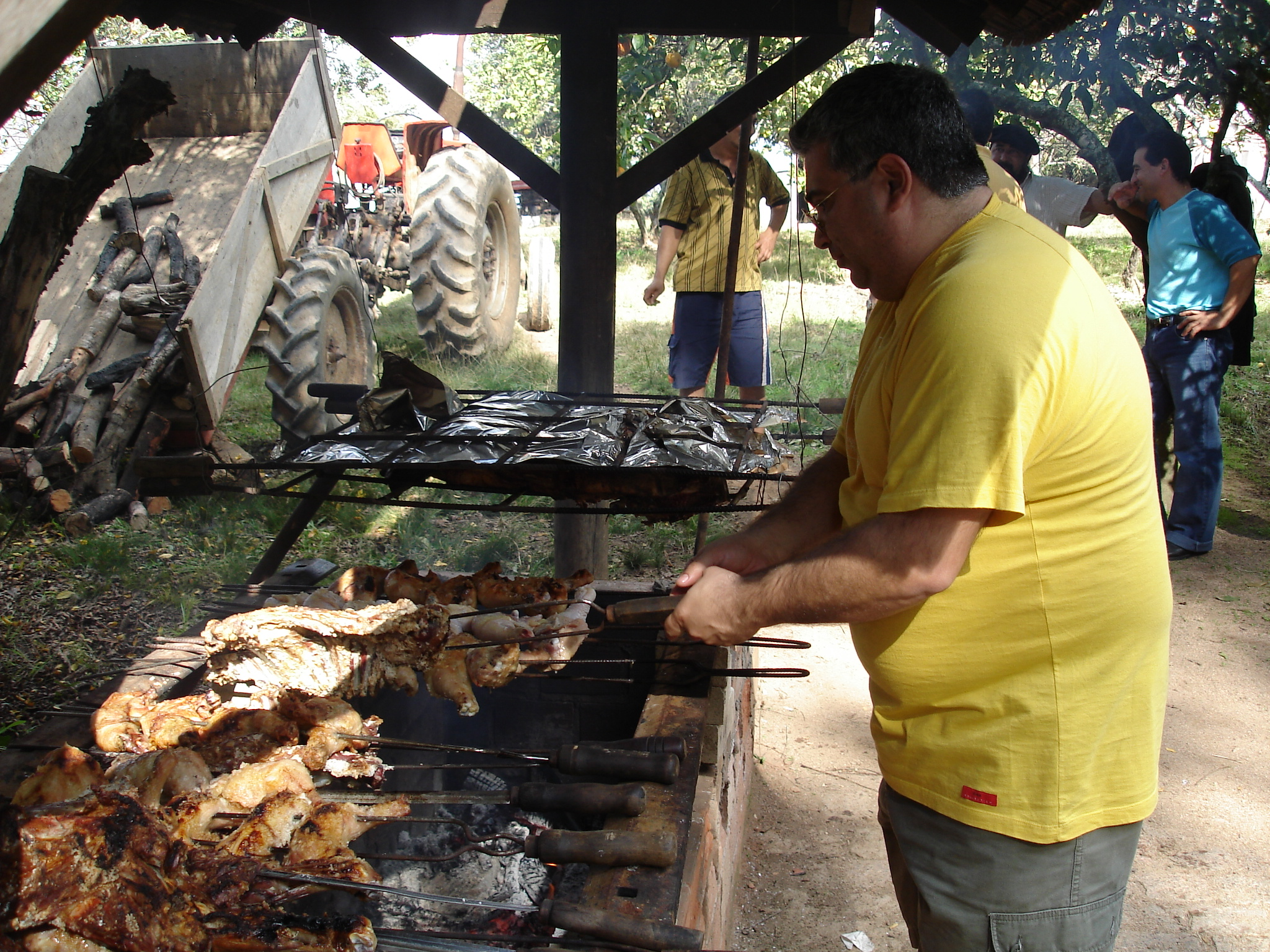
Brasilianische Churrasco campeiro

Die meist handgroßen Fleischstücke werden eine halbe Stunde vor Beginn des Grillens mit grobem Salz gewürzt, indem man es mit der Hand auf, zwischen und unter die Fleischstücke streut. Kurz vor dem Grillen des Fleisches wird das Salz mit einem Messer abgeklopft und ‑gestrichen. Das Churrasco wird mit der fettreichen Seite nach unten auf Spießen oder Gittern über Holzkohle oder offenem Feuer gegrillt. Danach wird das Fleisch in kleinere Stücke geschnitten und meist auf einem großen Teller in die Mitte des Tisches gestellt. Beliebt ist auch das Eintauchen in Maniokmehl oder Farofa, als Beilagen werden Polenta, Kartoffelsalat und/oder ungewürzte Salate gereicht.

## Andere Zutaten
Im Bild von links nach rechts:
- Rinderlende

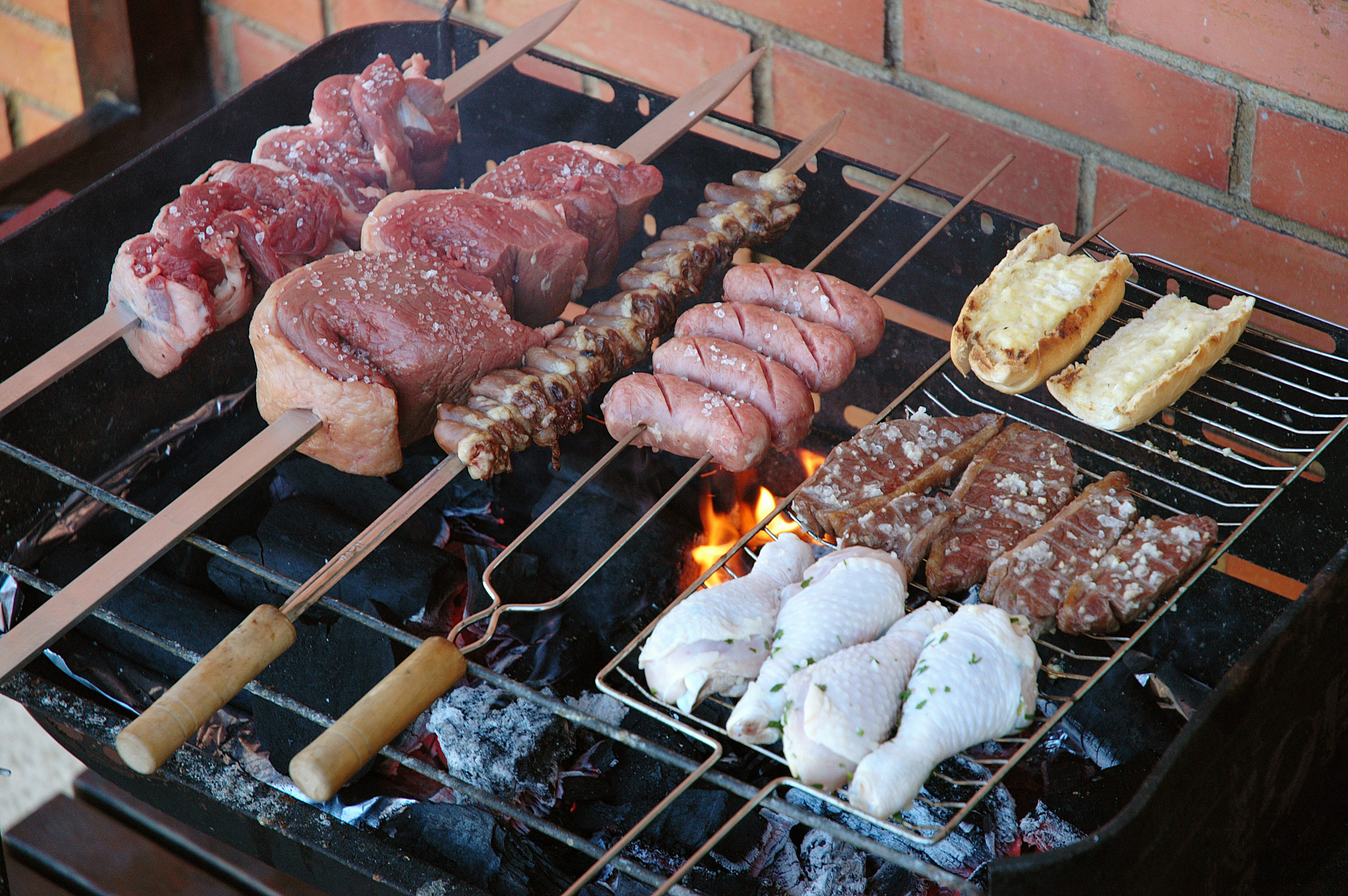
Typisches Churrasco aus Rio de Janeiro

- Picanha (Schwanzstück mit Fettschicht)
- Herz vom Huhn
- Wurst aus Schweinefleisch
- Knoblauchbrot
- geschnittene Rinderlende
- Hähnchenkeule

## Regionale Unterschiede

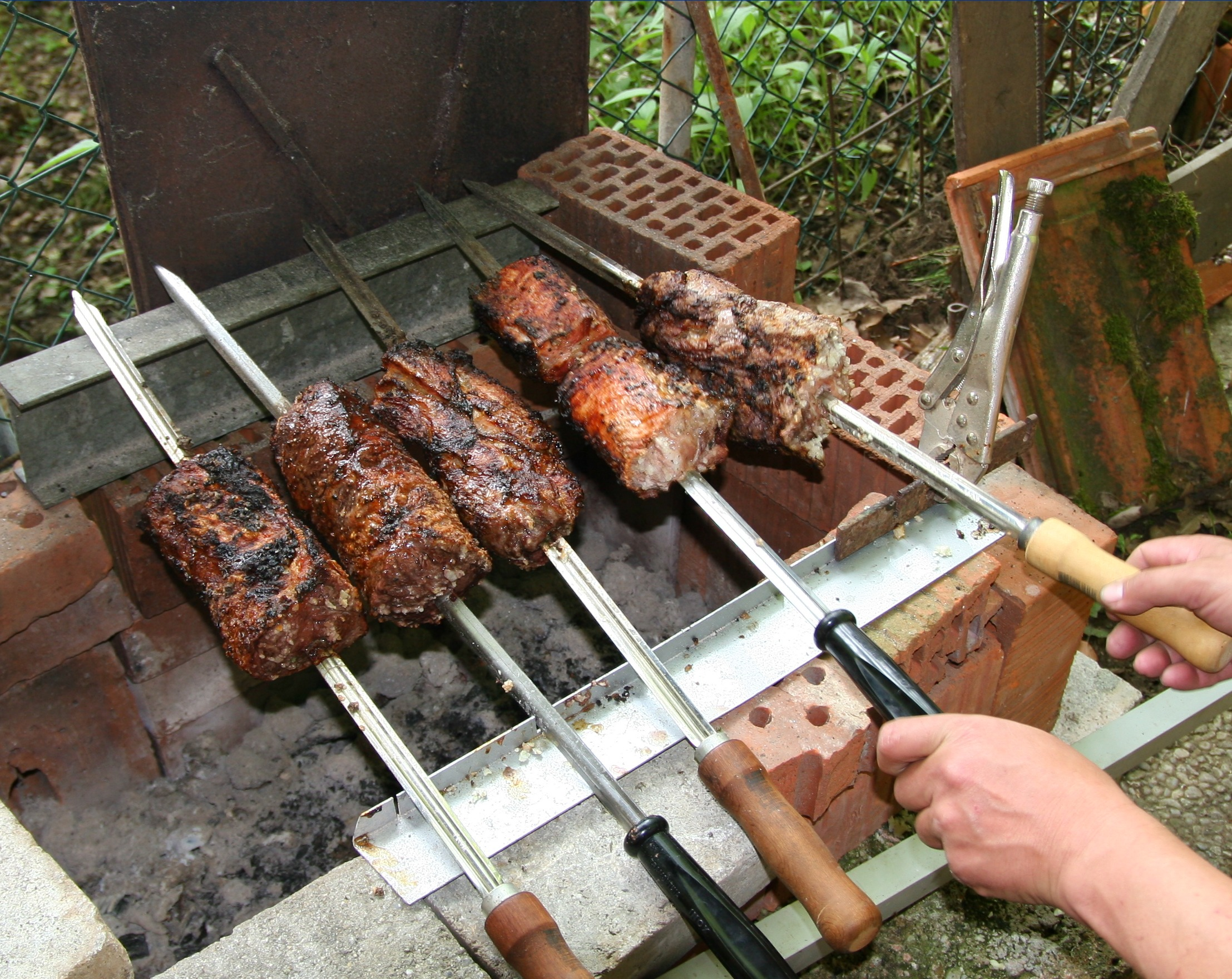
Brasilianisches Churrasco

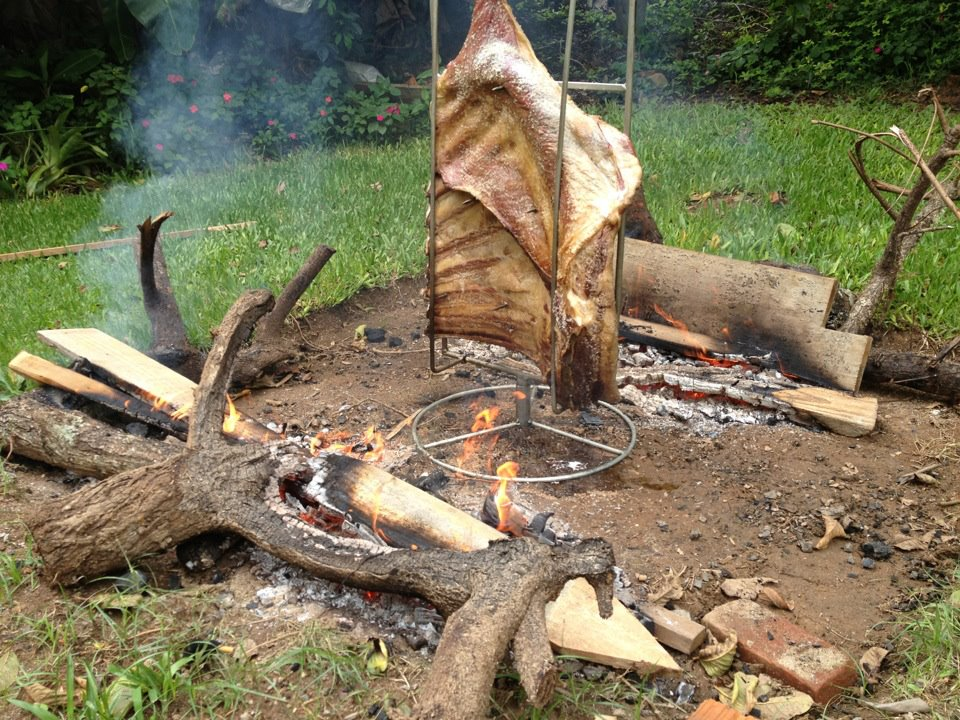
Brasilianische Costelão über Stunden umrandet von offenem Feuer gegart

### Argentinien
In Argentinien wird als Churrasco ein grobes Rindersteak bezeichnet. Ein typisches Nationalgericht ist das Churrasco mit Chimichurri (einer speziellen Soße), Salat und Pommes frites oder Kartoffelpüree, manchmal auch Spiegelei. Auch in Paraguay und Uruguay findet man Churrasco.

### Brasilien
In Brasilien wird jedes auf einer Churrasqueira (Churrascogrill) gebratene Fleisch Churrasco genannt, wobei ein enormer Variantenreichtum existiert. Eine Churrascaria, ein auf Churrasco spezialisiertes Restaurant, findet sich nahezu in jedem Ort Brasiliens und ist häufig ein einfach eingerichtetes Restaurant oder Wirtshaus, in dem normalerweise nach dem All-you-can-eat-Prinzip bezahlt wird.
Meistens wird zwischen Mini-Espeto und Espeto-Corrido unterschieden, wobei der Unterschied in der Anzahl der verschiedenen Fleischsorten liegt. Die bekanntesten Fleischzuschnitte in den Churrascerien sind: Picanha (Tafelspitz oder Schwanzstück), Maminha (Bürgermeisterstück), Ripa Cupim (der Höcker auf den Schultern einiger Rinderrassen) und Contra-Filé. Als Vorspeise werden häufig Grillwürste und Hühnerherzen am Spieß serviert. Abhängig von der Region wird auch oft Lammfleisch angeboten (Keule und Filet). Als Costelão wird eine Hochrippe bezeichnet, die am Stück (ca. 20 kg) sechs bis acht Stunden bei relativ geringen Temperaturen gegart wird.
Auch in alten portugiesischen Kolonien findet sich der Begriff wieder – ein Churrasco Moçambicano beispielsweise ist ein mosambikanisches Churrasco.